# 手間いらず
手間いらず株式会社（てまいらず、英: Temairazu, Inc.）は、東京都渋谷区に本社を置き、インターネット広告事業を行う日本の企業である。かつての商号は比較.com株式会社（ひかくドットコム）。

## 概要
宿泊予約サイトサイトコントローラー「TEMAIRAZU」を開発している。

## 沿革
- 2003年8月14日 - 設立。
- 2006年3月15日 - 東証マザーズに上場。
- 2008年4月 - グローバルトラベルオンライン（現：予約.com）子会社化。
- 2009年4月1日 - もっとネクスト、プラスアルファを吸収合併。
- 2014年4月1日 - 予約.comを吸収合併。
- 2017年10月1日 - 手間いらず株式会社に商号変更。
- 2020年3月18日 - 東証1部へ市場変更。
- 2022年4月4日 - 東京証券取引所プライム市場へ移行。
- 2023年10月20日 - 東証プライム市場から東証スタンダード市場へ市場変更。

## 予約.com
予約.com株式会社（よやくドットコム）は、海外旅行のオンライン販売を行う第1種旅行業者。住友商事の100%子会社であったが、現在比較.com傘下となる。2009年4月1日、グローバルトラベルオンライン株式会社（略称：GTO）から社名変更。2014年4月、比較.com株式会社に「予約.com株式会社」を統合。

### ダイナミックパッケージ
同社のオンライン販売サイトでは目的地や出発日、人数、希望する航空会社などを入力すると、価格の安い順にホテルのリストが表示され、航空券とのセット料金がわかる。空室や空席状況も確認でき、利用者の好みの組み合わせで予約できる。一般のパッケージツアーが旅行者の選択の幅が少なく固定化されているのに対して、この方式は旅行者の好みにより様々なパッケージツアーを作ることができることからダイナミックパッケージ（動的なパッケージツアー、という意味）と呼ばれ、欧米では既にオンライン予約の主流となっている。日本にも一つのサイトの中で航空機やホテルの予約をできるものは以前から存在したが、本格的に専用のシステムを構築して参入してきたのは同社が初めてである。
なお、日本の旅行業法上ではダイナミックパッケージは募集型企画旅行とみなされる。

## もっとネクスト
もっとネクスト株式会社（もっとねくすと、MottoNext,Inc.）は、ホームページ管理システムである、ネクストCMSを提供する企業。
- 2004年に早稲田大学の嶺井政人を中心に学生団体として設立され、当初は求人サイトショップアイやフリーペーパーを主な事業としていた。
- 2006年9月1日に法人化され、現在のもっとネクスト株式会社となる。
- 2007年8月15日に東証マザーズ上場の比較.com株式会社の完全子会社となる。取得金額は2100万円、取得株式数は300株[3]。
- 2009年、比較.comに吸収合併。